# Список правителей Тироля
Тирольское графство являлось одним из территориальных княжеств Священной Римской империи. 
Графство образовалось в конце XI — начале XII века и первоначально управлялась представителями Тирольской династии (Альбертинеров), вероятно имевшей баварское происхождение. Представители династии первоначально правили в областях Нориталь, Иннталь и Виппталь в Южном Тироле. Впервые с титулом «граф Тироля» назван в 1142 году Альбрехт II. Территория графства значительно увеличилась во время правления Альбрехта III, присоединившего после смерти в 1248 году Оттона II, герцога Меранского, владения Андекской династии в Тироле вместе с Инсбруком, что резко усилило влияние Тирольского графства, которое теперь стало крупнейшим княжеством региона. 
После смерти не имевшего сыновей Альбрехта III графство унаследовал граф Горицы Мейнхард III (в Тироле правил как Мейнхард I). Его сын Мейнхард II был могущественным правителем, получив от короля Рудольфа I Габсбурга герцогства Каринтия и Крайна.
После прекращения Горицкой династии с 1363 года Тироль перешёл под власть Габсбургов и до 1918 года являлся одной из наследственных коронных земель Австрийской монархии.

## Графы Тироля
| Правитель               | Годы правления | Другие титулы |
| ----------------------- | -------------- | --- |
| Тирольская династия     |                | |
| Альбрехт I              | ? — 1110/1125  | - |
| Альбрехт II             | 1110/1125—1165 | - |
| Бертольд I              | 1165—1180      | - |
| Бертольд II             | 1180—1181      | - |
| Генрих I                | 1180—1190      | - |
| Альбрехт III            | 1190—1253      | - |
| Горицкая династия       |                | |
| Мейнхард I              | 1253—1258      | граф Горицы (c 1232) |
| Мейнхард II             | 1258—1295      | герцог Каринтии и Крайны (c 1286), граф Горицы (1258—1271) |
| Оттон I                 | 1295—1310      | герцог Каринтии и Крайны |
| Генрих II               | 1310—1335      | король Чехии (1307—1310), герцог Каринтии и Крайны |
| Маргарита               | 1335—1363      | - |
| Люксембургская династия |                | |
| Иоганн Генрих           | 1335—1341      | маркграф Моравии (1349—1375) |
| Династия Виттельсбахов  |                | |
| Людвиг                  | 1341—1361      | герцог Верхней Баварии (c 1347), маркграф Бранденбурга (1323—1351) |
| Мейнхард III            | 1361—1363      | герцог Верхней Баварии |
| Династия Габсбургов     |                | |
| Рудольф IV              | 1363—1365      | герцог Австрии, Штирии и Каринтии (c 1358) |
| Альбрехт III            | 1365—1379      | герцог Австрии (1365—1395), герцог Штирии и Каринтии |
| Леопольд III            | 1365—1386      | герцог Австрии (1365—1379), герцог Штирии, Каринтии, Крайны и Передней Австрии |
| Вильгельм               | 1386—1406      | герцог герцог Штирии, Каринтии, Крайны (1386—1406), герцог Передней Австрии (1386—1496) |
| Леопольд IV             | 1386—1406      | герцог герцог Штирии (1386—1396), герцог Каринтии и Крайны (1386—1411), герцог Передней Австрии (1386—1411)                                                                                   |
| Фридрих IV              | 1406—1439      | герцог Передней Австрии (с 1411) |
| Сигизмунд               | 1439—1490      | герцог Передней Австрии |
| Максимилиан I           | 1490—1519      | император Священной Римской империи, король Германии, эрцгерцог Австрии, герцог Штирии, Каринтии и Крайны (с 1493), граф Бургундии и Артуа (1477—1482), герцог Гелдерна (1482—1492)           |
| Карл V                  | 1519—1521      | император Священной Римской империи (1519—1556), король Испании (1516—1556), Неаполя и Сицилии (1516—1554), герцог Бургундии (1506—1555), эрцгерцог Австрии, герцог Штирии, Каринтии и Крайны |
| Фердинанд I             | 1521—1564      | император Священной Римской империи (с 1556), король Чехии и Венгрии (с 1526), эрцгерцог Австрии, герцог Штирии, Каринтии и Крайны                                                            |
| Фердинанд II            | 1564—1595      | герцог Передней Австрии |
| Рудольф II              | 1595—1608      | император Священной Римской империи, король Германии (1576—1612), король Чехии (1576—1611), король Венгрии, эрцгерцог Австрии (1576—1608)                                                     |
| Маттиас                 | 1595—1619      | император Священной Римской империи, король Германии (1612—1619), король Венгрии, эрцгерцог Австрии (1608—1619), король Чехии (1611—1619)                                                     |
| Максимилиан III         | 1612—1618      | герцог Передней Австрии |
| Леопольд V              | 1619—1632      | герцог Передней Австрии |
| Фердинанд Карл          | 1646—1662      | герцог Передней Австрии |
| Сигизмунд Франц         | 1662—1665      | герцог Передней Австрии |

В 1665 году Тироль был окончательно объединён с остальными владениями австрийских Габсбургов. О дальнейших правителях Тироля см. Список правителей Австрии